# A la caza de Jack el Destripador (saga)
A la caza del Jack el Destripador es una saga de cuatro libros de literatura juvenil catalogada como thriller gótico. Está ambientada en la época victoriana de finales del siglo XIX y escrita por la autora estadounidense Kerri Maniscalco.
El primer libro es el que da título a la tetralogía, siendo también la novela debut de la autora. Su traducción al español se publicó en febrero de 2019 y unos meses después, en septiembre del mismo año, salió a la luz la segunda parte bajo el título A la caza del príncipe Drácula. El tercer libro, llamado A la caza de Houdini, se publicó a mediados del 2020 y el cuarto y último tomo de esta saga salió a la venta en noviembre de 2021 con el título A la caza del Diablo.

## Origen
La idea para esta saga surgió tras la búsqueda, por parte de la autora, de una historia de estilo gótico-forense. Al no encontrar nada que le llamara la atención, decidió ponerse manos a la obra y crear su propia historia, inspirándose en la detective de ficción Nancy Drew y en el Doctor Watson para crear a su protagonista.
La parte histórica de la primera novela viene de la curiosidad de Kerri Maniscalco por los crímenes sin resolver de Jack el Destripador, además de ser uno de los primeros casos en los que la ciencia forense tomó cierto protagonismo.
Cabe mencionar, también, que al final de cada libro la autora añade una nota explicando las libertades creativas que se toma con el fin de que la historia tenga una cronología coherente. 

## Saga

### A la caza de Jack el destripador
Título original: Stalking Jack the Ripper.

#### Argumento
Audrey Rose Wadsworth es una chica de diecisiete años perteneciente a la alta sociedad británica. Lo que se espera de ella es que lleve una vida llena de lujos y fiestas del té, pero su verdadero interés no reside en eso, sino en algo mucho más oscuro e inaceptable para una señorita de su estatus: la medicina forense; por este motivo, visita frecuentemente el laboratorio de su tío con la intención de aprender el oficio.
Cuando comienzan a llegar cuerpos de prostitutas brutalmente asesinadas, Audrey Rose se verá arrastrada al barrio londinense de Whitechapel para investigar los pasos de un posible asesino en serie.

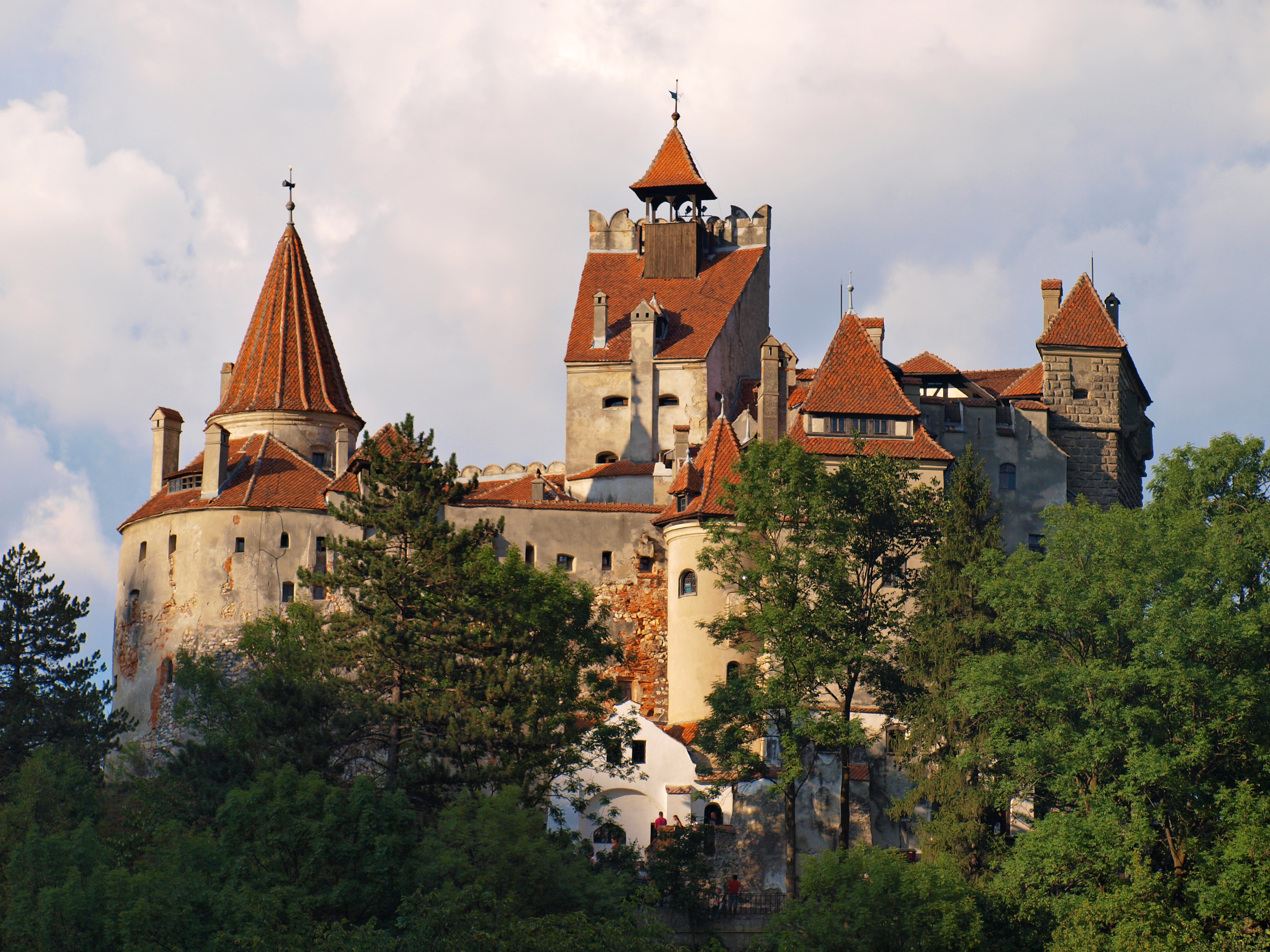
Castillo de Drácula

### A la caza del príncipe Drácula
Título original: Hunting prince Dracula.

#### Argumento
Audrey Rose emprende un viaje hacia Rumanía junto con Thomas Cresswell, otro aprendiz de su tío, para asistir a la una de las escuelas más importantes de medicina forense de Europa y antigua residencia de uno de los personajes más reconocidos en el país: Vlad el Empalador. Al llegar a la prestigiosa academia, se encuentran con que todos los estudiantes invitados tendrán que competir entre ellos para ver quienes son los ganadores de las dos únicas plazas disponibles. Pero la cosa no termina ahí, pues una serie de sangrientos asesinatos pondrán en alerta de nuevo a Audrey Rose y a su atractivo compañero de viaje.

### A la caza de Houdini
Título original: Escaping from Houdini

#### Argumento
Por motivos laborales, el tío de Audrey Rose tiene que viajar a Estados Unidos, pero no sin antes pedirle a su sobrina y a su aprendiz Thomas Cresswell que lo acompañen. Para llegar a tierras estadounidenses se embarcan durante una semana en el lujoso transatlántico RMS Etruria. 
Uno de los principales focos de entretenimiento del barco es un espectáculo circense con magos, videntes y un escapista llamado Harry Houdini, pero saltan todas las alarmas cuando en la primera función muere una de las espectadoras de la manera más insospechada.

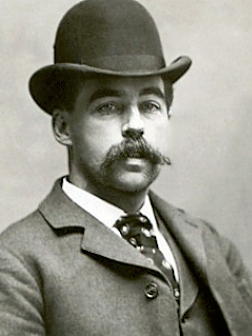
Fotografía del asesino en serie estadounidense H. H. Holmes

### A la caza del Diablo
Título original: Capturing the Devil

#### Argumento
Audrey Rose, su tío y Thomas Cresswell consiguen llegar a Estados Unidos, pese a los acontecimientos sucedidos en el RMS Etruria. Allí colaborarán con la policía neoyorquina para tratar de atrapar a un nuevo asesino en serie conocido como el Diablo de la Ciudad Blanca y, sorprendentemente, tiene un modus operandi muy parecido al de Jack el Destripador.Las huellas de este asesino los llevarán hasta la ciudad de Chicago, ubicación de la innovadora Exposición Mundial Colombina y de un nuevo rastro de mujeres desaparecidas.
Como inspiración para redactar este libro, Kerri Maniscalco utilizó la figura del asesino en serie H. H. Holmes.

## Libros complementarios

### Convertirme en el príncipe oscuro
Título original: Becoming the dark prince
Es un libro corto, situado entre los acontecimientos del tercer y cuarto libro, narrado bajo el punto de vista de Thomas Cresswell. Se publicó en inglés el 15 de julio de 2019 y la traducción al español se incluye al final de A la caza del Diablo como contenido extra. 

### Meeting Thomas Cresswell
Es una historia corta que sucede entre el primer y el segundo libro donde se explica más detalladamente la vida de este personaje. En inglés se publicó junto con la edición de bolsillo de A la caza del Jack el Destripador el 24 de abril de 2018 y no hay indicios de que se vaya a publicar su traducción al castellano.

## Personajes
- Audrey Rose Wadsworth: es la protagonista femenina, tiene 17 años y quiere estudiar medicina forense pese a los impedimentos de la época.
- Thomas Cresswell: es el protagonista masculino. Se lo describe como un sabelotodo cuyas dotes deductivas podrían estar a la altura del mismo Shelock Holmes.
- Jonathan Wadsworth: es el tío de Audrey Rose y el que le ayuda con sus estudios de medicina forense.
- Nathaniel Wadsworth: es el hermano mayor de Audrey Rose.
- Edmund Wadsworth: es el padre de Audrey Rose.
- Liza: es la prima y una de las mejores amigas de Audrey Rose.
- Daciana Cresswell: es la hermana mayor de Thomas.

## Recepción de la saga
A la caza de Jack el Destripador se publicó en Estados Unidos el 20 de septiembre de 2016 y dos semanas después se posicionaba en el top 1 de lista de best sellers del New York Times en la categoría Young Adult. Un año después, se publicó A la caza del príncipe Drácula y también consiguió un puesto en la misma lista que su precuela, manteniéndose en el top 10 durante cuatro semanas consecutivas. Con la publicación de la tercera parte, la tetralogía logró colocarse en el top 10 de las sagas mejor vendidas del New York Times y entró por primera vez en la lista de best sellers del periódico USA Today. Finalmente, A la caza del Diablo volvió a aparecer en el top 10 de best sellers de ambos periódicos, aguantando dos semanas seguidas en la lista del New York Times.